# 千里眼2号
千里眼2A号及び2B号（せんりがん2Aごう および 2Bごう、韓国語:천리안2A/2B호）またはGEO-KOMPSAT-2A/2Bは、韓国の韓国航空宇宙研究院が打ち上げた静止衛星である。気象観測衛星である千里眼2A号と海洋・環境観測衛星である千里眼2B号に分かれ、両者は共通の衛星バス設計に基づいて搭載ペイロードを積み分けることで異なるミッションに対応している。千里眼1号の開発により得た経験と技術を元に、各ミッションの継続性を維持し、静止衛星の国内需要に対応できる独自技術の確保を目的に開発が進められた。衛星システムと本体、地上局は国内主体で開発し、気象観測ペイロードは海外からの購入、海洋環境観測ペイロードは海外との共同開発を行うとしている。

## 歴史
開発計画は2005年の宇宙開発中長期基本計画で「静止軌道複合衛星開発計画」として最初に取り上げられ、千里眼1号の後継衛星とされていたが、ペイロードは未定であった。千里眼1号の開発と並行して2007年12月から2008年12月にかけて気象観測ペイロードおよび海洋・環境観測ペイロードの研究が進められ、教育科学技術部は2009年上半期の韓国科学技術企画評価院の予備妥当性調査に静止軌道複合衛星開発計画を提出した。しかし、千里眼1号の打ち上げによる技術の不確実性の解消や、計画を通じた衛星本体の自主技術確立の達成見込み、投入コストに見合うメリットが得られるかといった問題から、採択されなかった。その後、教育科学技術部は争点となった部分を修正して2010年に再提出した。科学技術企画評価院は千里眼1号の成功により技術的不確実性が減少したこと、ミッションの継続性の観点から計画の妥当性が向上したとして採択した。
その後、2011年7月から開発事業が本格的に開始され、2012年3月にシステム要求審査(SRR, System Requirement Review)、2013年2月にシステム設計審査 (SDR, System Design Review) が実施された。また、2013年2月にはアメリカのITT Exellis社との間で気象観測ペイロードの供給契約を締結し、5月にはアメリカのボール・エアロスペース&テクノロジーズ社との間で環境観測ペイロードの共同開発契約、7月にはフランスEADS アストリアムとの間で海洋観測ペイロードの共同開発契約を締結した。また、2013年6月には関連機関である未来創造科学部、環境部、海洋水産部、気象庁との間で静止軌道複合衛星開発と利用協力のための覚書を締結した。2013年10月には気象観測ペイロードのシステム要求審査(SRR)、10月と11月には環境観測ペイロードおよび海洋観測ペイロードのシステム設計審査(SDR)が実施された。
2018年12月5日、千里眼2A号が、ギアナ宇宙センターから打ち上げられた。
2020年2月19日、千里眼2B号がギアナ宇宙センターから打ち上げられた。

## 千里眼2A号

### 気象観測ペイロード
千里眼2A号に搭載される気象観測ペイロードは、アメリカのITT Exellis社が開発したAMI (Advanced Meteo Imager) である。これはNOAAのGOES-Rに搭載されているABI (Advanced Baseline Imager) やひまわり8号に搭載されているAHI (Advanced Himawari Imager) とほぼ同じものである。これは千里眼1号に搭載されたイメージャに比べてチャンネル数は3倍以上 (5→16)、空間分解能は2倍 (赤外チャンネル：4 km→2 km)、全球観測の所要時間は1/3 (30分→10分)、観測周期は18倍（1回/3時間→6回/1時間) になっている。また、千里眼1号とは異なり、RGBチャンネルの合成によりカラー画像を得ることができる。さらに、稼働率が高く、衛星寿命も従来の7年から10年に延びている。これにより、気象観測ペイロードの目標であった千里眼1号の気象観測ミッションの継続性確保、高品質で信頼性の高い気象衛星観測データの提供を達成し、リアルタイムデータの活用による気象予報の支援、大雨・大雪・台風などの早期検出による気象災害軽減、国家災害安全管理システムの構築、長期連続気象観測データ（大気循環、植生情報、海面温度など）の確保による気候変動監視を実現することができる。

### 軌道上環境観測ペイロード
軌道上環境観測ペイロードは気象観測ペイロードと合わせて搭載されており、太陽嵐や放射線環境、無線通信などを24時間監視する役割を果たしている。慶煕大学で開発されたKSEM (Korean Space Environment Monitor) が搭載されており、粒子検出器と磁力計、衛星帯電モニタで構成されている。粒子検出器は、地球磁場に捕捉された100keV - 2MeVのエネルギーを持つ粒子を検出するもので、3個設置されている。2つ設置された磁力計は地球磁場の変化を測定するし、衛星帯電モニタは高エネルギー粒子により衛星に蓄積した電荷を監視する。

## 千里眼2B号

### 環境観測ペイロード
千里眼2B号に搭載される環境観測ペイロードは、アメリカのボール・エアロスペース&テクノロジーズと共同開発したGEMS (Geostationary Environmental Monitoring Spectrometer) で、東アジアの5,000×5,000 kmの範囲の環境変化を観測する。観測波長帯は300 - 500 nmで、分光観測によりエアロゾル、オゾン、二酸化窒素、二酸化硫黄、ホルムアルデヒドなどの現況を観測することができる。